# نهير بن الهيثم
نُهير بن الْهيثم صحابي من الأنصار، شهد بيعة العقبة الثانية، وشهد غزوة أحد، ولم يشهد غزوة بدر.

## سيرته
هو نهير بن الهيثم من بني نابي بن مجدعة بن حارثة بن الحارث بن الخزرج بن عَمْرو بن مالك بن الأوس الأنصاري الأوسي، وقيل اسمه بهير، كنيته أبو الهيثم، شهد بُهَيْر بن الهيثم العَقَبَةََ الثانية مع السبعين من الأنصار، وشهد أُحُدًا، لم يشهد بَدْرًا، توفي وليس له عَقِب، روى الحديث عنه ابنه.